# گرومن جی-۱۱۸
گرومن جی-۱۱۸ (به انگلیسی: Grumman G-118) یک هواپیمای ساختِ کارخانهٔ گرومن در کشور ایالات متحده آمریکا است. نخستین استفاده‌کنندهٔ این هواپیما نیروی دریایی ایالات متحده آمریکا بوده‌است.